# Madreblu
I Madreblu sono un gruppo musicale italiano trip hop, rock e ambient nato a Lodi nel 1995 e composto da Raffaella Destefano (voce) e Gino Marcelli (piano e tastiere), ai quali fino al 1998 si è affiancato Valerio Artusi alle tastiere.

## Storia
Il primo album, Prima dell'alba, prodotto da Davide Rosa per Milano 2000, fu pubblicato dalla EMI nell'ottobre 1997 e vinse con uno dei tre singoli da esso estratti, Gli angeli (gli altri erano "Orlando" ed "Ego"), il Premio Titano di San Marino. Con lo stesso brano - eseguito anche al Neapolis Tuborg Festival, al "Night Express" con i Simple Minds e a Montecarlo Nights con Trilok Gurtu alle percussioni - il gruppo partecipò a Sanremo Giovani. All'album fu dedicato un tour con 80 tappe, durante il quale fu composto l'album successivo, Necessità, uscito il 29 aprile 1999 per Chrysalis, che per la prima volta pubblicò un disco italiano, e anticipato dal singolo Reiko. La canzone Certamente, tratta dall'album, è stata utilizzata nella raccolta The Sopranos: Peppers and Eggs ed è stata trasmessa durante l'episodio Viaggio a Napoli de I Soprano.
Dopo anni di silenzio il duo pubblica nel 2004 L'equilibrio, ultimo lavoro discografico per i Madreblu. Nel 2006 Raffaella Destefano intraprende la carriera solista ottenendo un certo successo col brano Domani (2008). Nell'ottobre 2008 esce il suo album Filologica, lanciato dal singolo Chiudi gli occhi.
Nel dicembre 2010 Raffaella Destefano partecipa al progetto live Lui, Lei, L'altro insieme ai cantautori Nicodemo e Luca Urbani, portando sul palco il suo repertorio e quello dei due artisti che l'accompagnano

## Discografia

### Album
- Prima dell'alba (1997)
- Necessità (1999)
- L'equilibrio (2004)

### Singoli
- Gli angeli (1997)
- Orlando (1998)
- Ego (1998)
- Reiko (1999)
- Non mi basta (1999)
- Il sogno (2003)
- Buon compleanno (2004)